# A Million Voices

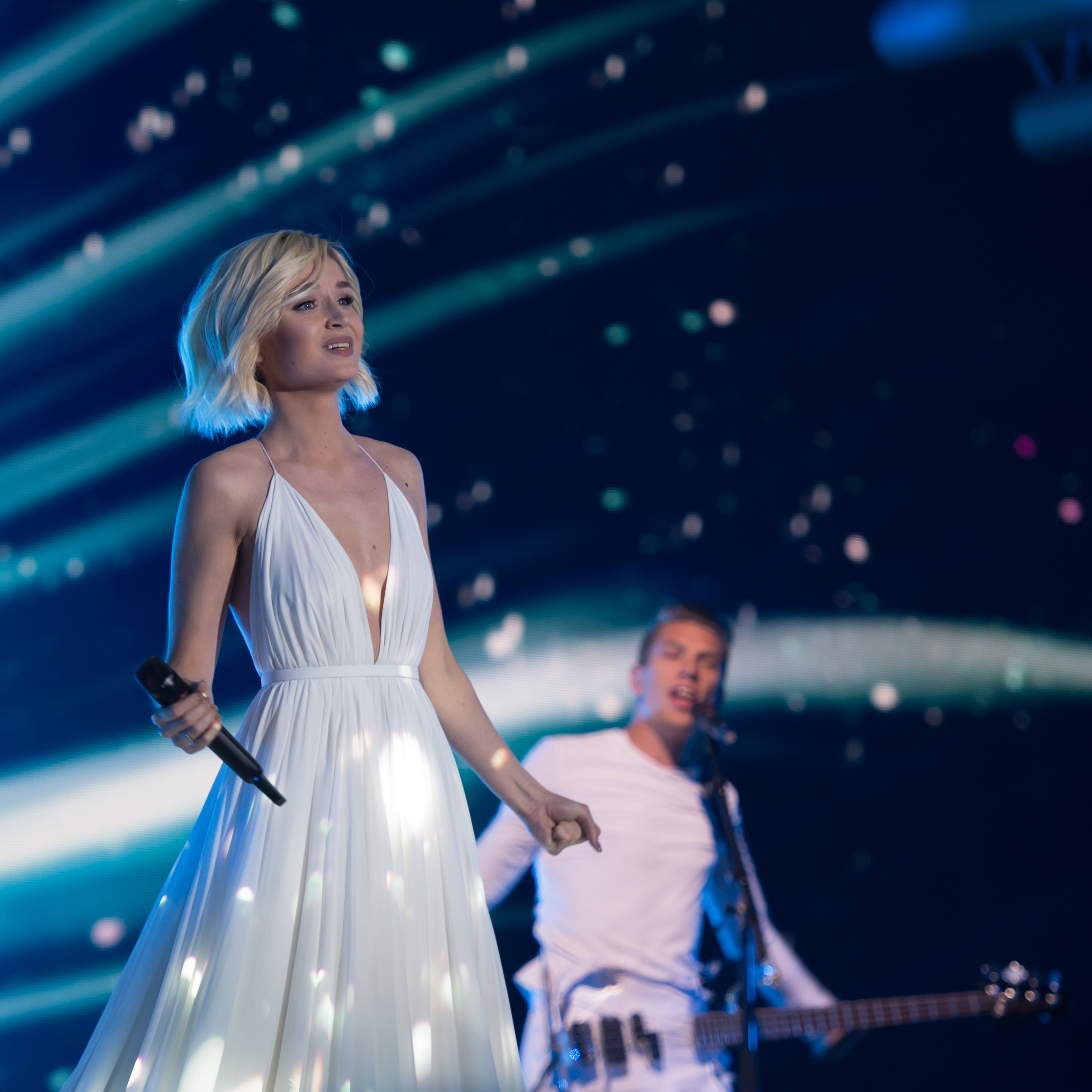
Polina Gagarina apresentando antes de cantar "A Million Voices"

"A Million Voices" é uma canção da cantora russa Polina Gagarina. Esta canção representou a Rússia em Viena, Áustria no Festival Eurovisão da Canção 2015, na 1ª semi-final, no dia 19 de Maio de 2015.
A canção terminou vencedora na sua etapa e chegou a final do concurso onde terminou em 2º,perdendo para a Suécia